# Península de Purerua

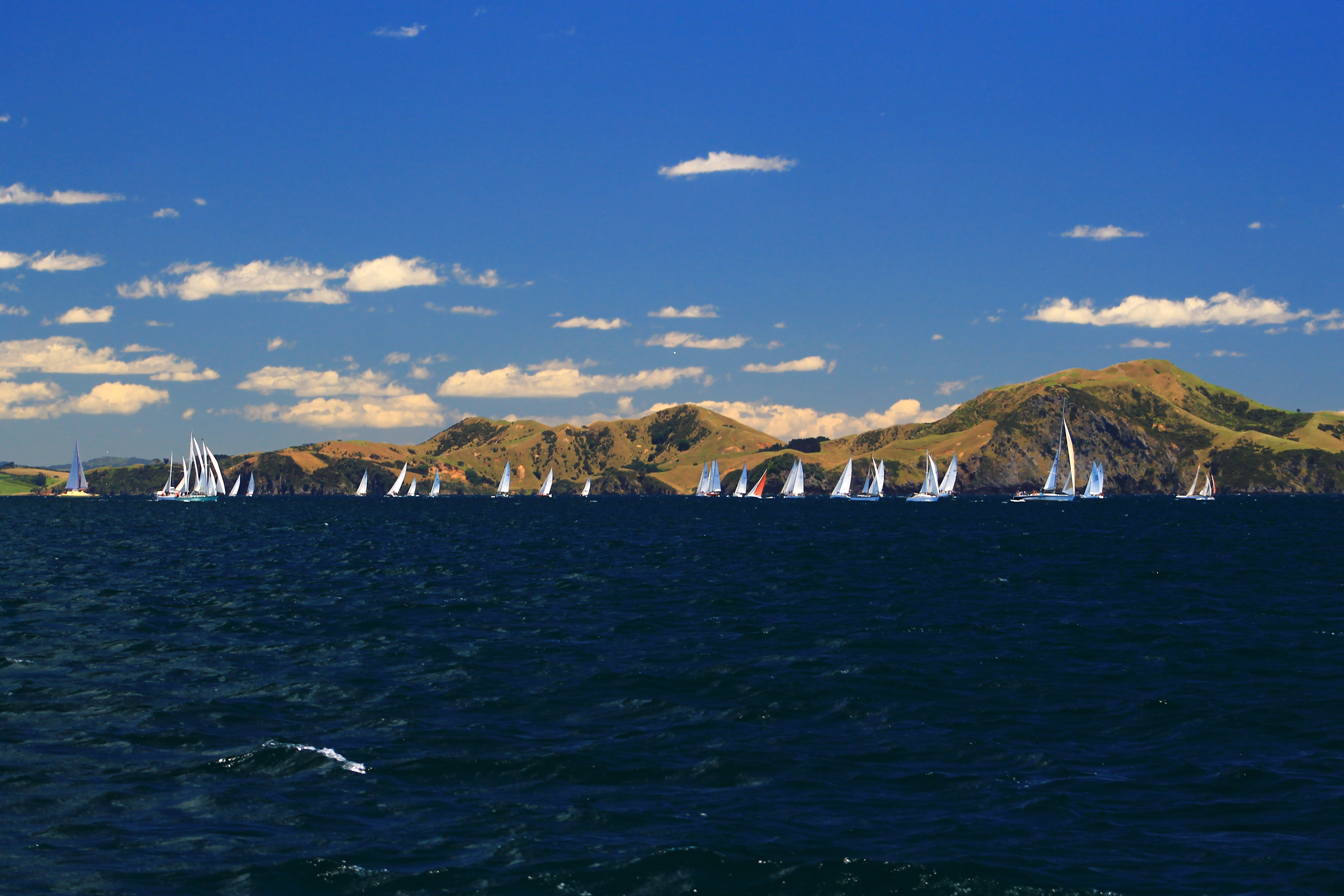
Purerua Península en Northland, Nova Zelanda

La Península de Purerua, és una península que es troba al costat de nord-oest de la Badia d'Illes en Northland, Nova Zelanda. Les comunitats en la península són Purerua, Te Tii i Taronui Badia. La badia de Rangihoua, és al final del sud de la península.
Te Tii té dos marae, pertanyen al Ngāpuhi hapū de Ngāti Rēhia: Hiruhārama Hou Marae i coneixent casa, i Whitiora Marae i Te Ranga Tira Tanga casa de reunió.
Un altre local marae, Wharengaere, és un lloc de reunió del Ngāpuhi hapū de Ngāti Mau i Ngāti Torehina.

## Demografia
La població de la península de Purerua, era de 201 al 2018.
L'àrea estadística de Rangitane-Purerua, el qual a 123 quilòmetres quadrats és més o menys dues vegades la mida de Purerua Península, va tenir una població d'1,506 al 2018 cens de Nova Zelanda, un augment de 342 persones (29.4%) des del 2013 cens, i un augment de 324 persones (27.4%) des del 2006 cens. Hi hi havia 531 cases. Hi hi havia 759 homes i 747 femelles, donant una proporció de sexe d'1.02 homes per femella. De la població total, 303 persones (20.1%) va ser envellit fins a 15 anys, 180 (12.0%) era 15 a 29, 741 (49.2%) era 30 a 64, i 282 (18.7%) era 65 o més vell. Les figures no poden afegir fins al total a causa d'arrodonir.
Les etnicitats eren 78.7% europeu/Pākehā, 30.5% Māori, 2.2% pobles d'Oceà Pacífic, 1.2% Asiàtic, i 1.8% altres etnicitats. Les persones poden identificar amb més d'una etnicitat.
El percentatge de les persones nascudes a l'estranger era 22.9%, va comparar amb 27.1% a nivell nacional.
Tot i que algunes persones van objectar a donar la seva religió, 53.8% va tenir cap religió, 28.5% era Christian, i 9.6% va tenir altres religions.
D'aquells com a mínim 15 anys, 237 (19.7%) les persones van tenir un bachelor o grau més alt, i 192 (16.0%) les persones no van tenir cap qualificació formal. L'ingrés mitjà era de 29,200$. L'estat d'ocupació d'aquells com a mínim 15 era que 492 (40.9%) les persones van ser emprades dedicació plena, 198 (16.5%) era part-temps, i 51 (4.2%) era parats.

## Educació
Bay of Islands International Academy, és un escola primària financiada per l'estat, que va obrir al gener del 2013 en els edificis i terres de l'anterior de Te Tii, aproximadament 17 nord de km de Kerikeri township. L'escola Pública de Purerua hi havia estat dins existència al 1906, amb un servei de transbordador de Te Tii. I també, hi havia un servei de transbordador per alumnes de Te Tii. L'acadèmia Māori el nom és Te Whare Mātauranga o Te Tii.
L'acadèmia és un va autoritzar IB l'escola Mundial que ofereix l'Internacional Baccalaureate Programa d'Anys Primaris. El programa emfatitza la consecució acadèmica, investigació-aprenentatge d'estil i un internacional, multicultural currículum. Tots els estudiants són requerits per aprendre una segona llengua. L'escola serveix el Kerikeri/Waipapa/Purerua àrea del districte Del nord Llunyà de Nova Zelanda i té capacitat per aproximadament 100 estudiants.
Bay of Islands International Academy, es troba damunt dues hectàrees de terres. Les facilitats inclouen quatre aules, una biblioteca, una habitació de recurs, espai administratiu, una piscina, i àrees de joc. L'escola és connectada a l'internet via 100Mbit/s fibra optic ultra-banda ampla ràpida, i tot aprenent espais haver-hi WiFi cobertura.

## Persones notables
- Glenn Colquhoun, poeta.